# Ян Прохазка
Ян Прохазка (на чешки: Jan Procházka) е чешки (моравски) писател, журналист, сценарист и политик. През 50-те и 60-те години работи в апарата на Чехословашкия младежки съюз и Комунистическата партия на Чехословакия, а от 70-те години е сценарист и писател. Баща е писателките Ленка Прохазкова и Ива Прохазкова.

## Биография и творчество
Ян Прохазка е роден на 4 февруари 1929 г. в Иванчице, Чехословакия. Произхожда от селско семейство. В периода 1945 – 1949 г. учи в Селскостопанската академия в Оломоуц. След завършването ѝ отива на границата като ръководител на Държавната младежка ферма в Ондрашов в района на Брунтал. Там остава една година и отива в Прага в Централния комитет на Чехословашкия младежки съюз (1950 – 1959). Пише в редица издания като „Чехословашки войник“, „Млад фронт“, „Народна отбрана“ и др. В периода 1951 – 1953 г. отбива военната си служба, като служи в граничната охрана.
В Чехословашкия младежки съюз първоначално работи в регионалното земеделско управление, като организира младежки бригади до границата, а скоро след това в самия Централен комитет. В края на 50-те става член на Комунистическата партия на Чехословакия, в периода 1962 – 1967 г. е кандидат-член на Централния комитет на партията, а в периода 1963 – 1966 г. е член на идеологическата комисия на ЦК на комунистическата партия. След като губи подкрепата от страна на президента Антонин Новотни през 1967 г. и е изключен от ЦК, той става част от така нареченото „реформаторско“ крило на комунистическата партия. На тези позиции и в своята журналистическа дейност той представя исканията за реформи в комунистическата партия и социалистическото общество.
През 1956 г. е издадена първата му книга, „Година живот“ (Rok života). През 1959 г. става драматург и сценарист на филмовото студио „Барандов“. Сътрудничи си със сценариста и режисьор Карел Качиня. Част от книгите му са романизации по филмовите сценарии.
Фон на неговите произведения често са държавни имоти и големи сгради по границата, а героите са млади хора, които се сблъскват с безразличието на местното общество, бюрократизма и конфликтните човешки отношения. Основните характеристики на творчеството му са основани на познаване на селските реалности и връзката с традиционните ценности на селския живот: работа, семейство, естествен ред, които обаче се сблъскват с комунистическата концепция за „нов човек“, необременен от манталитета на собствеността на старите времена. Развиват се темите за противоречието между истината на живота и прагматичното приемане на господстващите обичаи, между идеала и реалността, надеждата и разочарованието.
В периода 1968 – 1969 г. Прохазка е заместник-председател на Съюза на писателите на Чехословакия. След Пражката пролет, в периода на „нормализация“ и след филма „Ухо“ (1969), проследяващ темата за подслушванията и връзките на политическите лидери, работата му е забранена по политически причини, а филмите, направени по негови сценарии, не включват името му в заглавията. Срещу него се провежда политическа кампания, следене и подслушване, което се отразява на здравето му.
Ян Прохазка умира след тежко боледуване на 20 февруари 1971 г. в Прага. Погребението му се състои под надзора на Държавна сигурност. През 1999 г. посмъртно е удостоен с Медал за заслуги на Република Чехия I степен. За живота му и обстоятелствата около смъртта му през 2001 г. е направен документалният филм „В разгара на властта“ (V žáru moci).

## Произведения
- Rok života (1956)[1][2][5]
- Zelené obzory (1960)
- Závěj (1961)
- Přestřelka (1964)
- Ať žije republika (1965)
- Svatá noc (1966)
- Tři panny a Magdaléna (1966)
- Kočár do Vídně (1967)
- Divoké prázdniny (1967)
- Politika pro každého (1968)
- Ucho (1976)

### Филмография
- 1958: Hořká láska[1][2]
- 1960: Lidé jako ty
- 1960: Valčík pro milión
- 1961: Pouta
- 1961: Uprchlík
- 1962: Trápení
- 1962: Černá dynastie
- 1962: Život bez kytary
- 1962: Závrať
- 1963: Na laně
- 1964: Naděje
- 1964: Povídky o dětech
- 1964: Vysoká zeď
- 1965: Anděl blažené smrti
- 1965: Ať žije republika
- 1966: Kočár do Vídnĕ
- 1967: Naše bláznivá rodina
- 1968: Vánoce s Alžbětou
- 1969: Ucho
- 1969 Směšný pán
- 1969: Slasti Otce vlasti
- 1970: Na kometě
- 1970: Už zase skáču přes kaluže